# Alten, Zürich
Alten är en ort i kommunen Kleinandelfingen i kantonen Zürich i Schweiz. Den ligger cirka 11 kilometer söder om Schaffhausen och cirka 12,5 kilometer nordväst om Winterthur. Orten har 295 invånare (2021).